# Alcides Bernal
Alcides Jesus Peralta Bernal (Corumbá, 14 de julho de 1965)  é um advogado, radialista e político brasileiro que serviu como o 62.º Prefeito de Campo Grande. Sua carreira política foi marcada por controvérsias, incluindo processos de impeachment e batalhas legais.

## Carreira política
Foi vereador por Campo Grande - MS por 2 mandatos, e em 2010, foi eleito deputado estadual. Em 2012 lançou campanha para prefeito da capital de Mato Grosso do Sul, elegendo-se no 2.º turno com 62,55% dos votos válidos Com o desgaste do PMDB, que governava a cidade por vinte anos, e os apoios no segundo turno de PSDB e PT, construindo uma aliança inédita, um candidato do PP, que mesmo sendo o terceiro maior partido do Brasil, em Campo Grande era fora do establishment, se tornou prefeito.

### Eleições de 2012: polêmicas
Em setembro de 2012 o diretor-geral do Google Brasil, Fábio José Silva Coelho, foi preso pela Polícia Federal do Brasil sob o argumento de que o Google não tirou do ar vídeos postados no YouTube contra Alcides Bernal, então candidato a prefeito da cidade de Campo Grande. O vídeo em questão relaciona o candidato como incentivador da prática de aborto e ter praticado crimes de embriaguez, lesão corporal contra menor, enriquecimento ilícito e preconceito contra os mais pobres. O deputado envolveu-se ainda numa polêmica em relação a empréstimo feito a uma cooperativa de táxis, um processo por não pagar pensão alimentícia de um de seus filhos e, segundo a ONG Transparência Brasil, é um dos líderes na apresentação de projetos sem importância na Assembleia Legislativa.
Foi eleito prefeito com 62,55% dos votos válidos, contra 37,45% do adversário Edson Giroto (PMDB).

### Processo de cassação e recondução ao cargo
Foi cassado do cargo de prefeito, segundo os vereadores de oposição, por nove crimes politicos-administrativos. Foi o único caso de prefeito cassado da história de Campo Grande.
Em maio de 2014, decisão do juiz David de Oliveira Gomes Filho, da 2ª Vara de Direitos Difusos Coletivos e Individuais Homogêneos de Campo Grande, suspendeu a cassação e concedeu liminar para a volta de Bernal ao cargo. Imediatamente após a decisão, Bernal e aliados marcharam rumo à prefeitura e a ocuparam. No entanto, a decisão foi revertida pelo Tribunal de Justiça do MS apenas oito horas depois, reempossando Gilmar Olarte no cargo.
Em 25 de agosto de 2015, a decisão foi novamente revertida pela decisão liminar da 1ª Câmara Cível do Tribunal de Justiça de Mato Grosso do Sul, reempossando Alcides Bernal novamente ao cargo de prefeito.

### Eleições de 2016: desgaste
Concorreu à reeleição em 2016, mas ficou fora do segundo turno por 2.630 votos. Apoiou Marquinhos Trad (PSD) no segundo turno, levando à eleição do deputado estadual.